# Alan Moore
Alan Oswald Moore (Northampton, Anglaterra, 18 de novembre de 1953) és un escriptor anglès conegut principalment pel seu treball com a escriptor de còmics, un mitjà en el qual ha produït un gran nombre de sèries força aclamades tant per la crítica com a nivell popular, incloent Watchmen, V de Vendetta i From Hell. Sovint descrit com el millor escriptor de novel·la gràfica de la història,(p10)(p7) també ha estat descrit com "un dels escriptors britànics més importants dels últims cinquanta anys". Als inicis de la seva carrera utilitzà pseudònims com ara Curt Vile, Jill de Ray i Translucia Baboon.
Amb el temps ha esdevingut una vertadera llegenda vivent del còmic, molts dels seus treballs són considerats com a grans obres mestres d'aquest gènere. L'obra de Moore és reconeguda per aportar una maduresa i una sensibilitat pròpies de la literatura a un mitjà escàs en aquests atributs. A més d'incloure sovint temes adults en els seus relats, Moore ha expandit les possibilitats expressives del còmic per mitjà de la creació d'efectes narratius específics del mitjà i l'experimentació de diverses combinacions de text i imatge.
Entre altres temes el principal de la seva obra escrita és el que s'inscriu en una reescriptura intel·ligent i radical de totes les èpoques, trets i característiques dels còmics de superherois, ara deconstruint-los per enfrontar-los amb situacions hiperrealistes, surrealistes o neoclàsiques, ara recuperant les característiques originals, fins i tot primitives, del superheroi. Moore doncs és un escriptor, especialment a la dècada dels 80, tant post-modern com vanguardista, sovint criticat per les seves postures polítiques (anarquisme) o ideològiques (defensa de l'homosexualitat i de la llibertat sexual en general, dels drets dels animals o les seves postures anticonservadores), o per l'audiència originada als anys cinquanta i seixanta, que veuen en les seves obres una falta de respecte cap als personatges de les edats de plata i or del còmic que ell ha reescrit durant la seva carrera.
Moore va començar a escriure per a fanzins britànics underground i alternatius a la fi de la dècada de 1970, abans d'aconseguir un gran èxit editorial a les tires de revistes britàniques tan importants com 2000 AD  i Warrior. Posteriorment, va ser contractat per American DC Comics, i es va convertir en "el primer escriptor de còmics viu que, residint a Gran Bretanya, realitza un treball destacat als Estats Units"(p7), allí va treballar en personatges de renom com Batman (Batman: The Killing Joke) i Superman (Superman: Whatever Happened to the Man of Tomorrow?), desenvolupant substancialment el caràcter de Swamp Thing, i va escriure títols originals com Watchmen, cabdal en la història del còmic. Durant aquesta dècada Moore va ajudar a aconseguir més respectabilitat social per al medi als Estats Units i el Regne Unit(p11) i posteriorment, malgrat la seva oposició frontal a l'etiqueta, ha estat acreditat amb la creació del terme "novel·la gràfica" per sobre de "còmic" Durant la dècada de 1980 i principis de 1990 va sortir del mainstream de la indústria del còmic, essent independent per un temps i treballant en obres experimentals, com ara l'èpica gòtica de From Hell i la pornogràfica-fantàstica Lost Girls. Més tard, a la dècada de 1990, va tornar al mainstream treballant per Image Comics abans de crear America's Best Comics, un segell a través del qual va publicar obres com La lliga dels homes extraordinaris i Promethea, còmic de fortes arrels ocultistes i místiques.
Moore s'ha reconegut com a ocultista, mag cerimonial i anarquista. Tots aquests temes e interessos personals han aparegut en obres com Promethea, From Hell, i V de Vendetta, així com realitzant vanguardistes "treballs" de paraula parlada amb The Moon and Serpent Grand Egyptian Theatre of Marvels, alguns dels quals han estat enregistrats en CD. Dues obres d'este grup, The Birth Caul i Snakes and Ladders, han estat transformades en còmics per Eddie Campbell. Ha escrit una novel·la, Voice of the Fire, un conjunt d'històries breus aparentment inconnexes ocorregudes a Northampton al llarg de diversos segles des de l'edat de Bronze fins a l'actualitat. També ha firmat un guió encara no realitzat, Fashion Beast, una relectura del mite de "La Bella i la Bèstia" que li va encarregar Malcolm McLaren.
Actualment Moore continua vivint al seu natal Northampton separat de la seua dona i filles per mutu acord, i ocupa el seu temps en l'estudi de la màgia i construint casa seva, que pretén que siga una mena de palau romà d'Orient, que executa ell en persona. Curiosament, Moore és cec d'un ull i sord d'una orella. Una biografia detallada, titulada Alan Moore: Portrait of An Extraordinary Gentleman, es va publicar en complir Moore 50 anys. Els guanys d'aquesta publicació estan destinats a accions humanitàries.
Malgrat la seva oposició personal a elles els seus llibres han servit de base per a una sèrie de pel·lícules de Hollywood, incloent From Hell (2001), La lliga dels homes extraordinaris, V de Vendetta (2005), i Watchmen (2009). Moore també ha sigut una gran referència de la cultura popular i ha estat reconegut com una forta influència en una gran varietat de figures de la literatura i la televisió com Neil Gaiman, Joss Whedon i Damon Lindelof.

## Biografia

### Primers anys: 1953-1977
Moore va néixer el 18 de novembre de 1953 a l'Hospital St. Edmond a Northampton, Northamptonshire, Anglaterra, en una família de classe treballadora que ell creia que havia viscut a la ciutat durant diverses generacions.(p11) Posteriorment va viure en una part de Northampton coneguda com The Boroughs, una zona afectada per la pobresa, amb manca d'instal·lacions i alts nivells d'analfabetisme. Tot i això sobre el seu antic barri va dir "Em va encantar. M’encantava la gent. Em maravellava la comunitat i jo no sabia que existia res més".(pp13–16) Vivia a casa amb els seus pares, Ernest Moore, treballador d'una cerveseria, i Sylvia Doreen, impressora, juntament amb el seu germà menor Mike i la seva àvia materna.(p14) Va llegir omnívorament des de l'edat de cinc anys aconseguint llibres de la biblioteca local i posteriorment va anar a l'Escola Primària de Spring Lane.(p17) Al mateix temps va començar a llegir historietes, tires inicialment britàniques, com Topper i The Beezer, però amb el temps també les importacions nord-americanes, com ara Flash, Detective Comics, Els Quatre Fantàstics, i Blackhawk.(p31) Més tard va passar l'examen eleven plus i, per tant, va ésser escollit per assistir a la Northampton Grammar School, on va entrar en contacte amb persones que eren de classe mitjana i millor educats, i es sorprengué per com va passar de ser un dels millors alumnes de la seva escola primària a un dels pitjors de la classe a la secundària. Per tant, adquirint una aversió notable a l'escola i sense tenir "cap interès en l'estudi acadèmic", va creure que s'ensenyava un "currículum ocult" dissenyat per adoctrinar els nens amb "puntualitat, obediència i l'acceptació de la monotonia".(pp17–18)
" Experimentar amb LSD va ser una experiència increïble. No és que ho recomani a ningú més; però per a mi va ser com si em fes veure que la realitat no era quelcom fix. Que la realitat que veiem al voltant nostre cada dia és una realitat, i una realitat vàlida, però n'hi ha d'altres, diferents perspectives on diferents coses tenen sentit i son igualment vàlides. Això va tenir un gran efecte en mi." 
En la dècada de 1960 Moore va començar a publicar la seva pròpia poesia i assajos en fanzines i, amb el temps, creant seu propi fanzine, Embryo. A través d'Embryo Moore es va involucrar en un grup conegut com a Arts Lab, el qual posteriorment va fer importants contribucions a la revista(pp33–34). Moore va començar a tractar amb la droga al·lucinògena LSD a l'escola, sent expulsat per això el 1970. Més tard va descriures a si mateix com "un dels venedors de LSD més ineptes mundialment". El director de l'escola "es va posar en contacte amb diversos establiments acadèmics als quals m'havia inscrit i els va dir que no m'acceptesin perquè jo era un perill per a la moral, així com per a la resta dels estudiants, el que possiblement era cert".(p18)
Si bé va continuar vivint a casa dels seus pares durant alguns anys més, va anar fent diverses feines, entre elles la neteja de vàters i en una adoberia. Al voltant de 1971 va començar una relació amb una noia nascuda a Northampton nomenada Phyllis, amb qui es va traslladar a "un petit apartament d'una habitació a la zona de Barrack Road, a Northampton". Poc després de casar-se es va mudar a un nou estat del consell al districte oriental de la ciutat, mentre treballava en una oficina per un subcontractista de la junta local de gas. No obstant això, Moore va sentir que no s'estava realitzant en aquesta feina i per això va decidir intentar guanyar-se la vida fent alguna cosa més artística.(pp34–35)

### Inicis de la seva carrera: 1978-1980
Abandonant la seva feina d'oficina va decidir dedicar-se a escriure i il·lustrar els seus propis còmics. Moore ja havia escrit un parell de tires per diversos fanzines i revistes alternatives, com Anon E. Mouse per al diari local Anon, i St. Pancras Panda, una paròdia de Paddington Bear, per al Back Street Bugle. amb seu a Oxford.(pp16–17) El seu primer treball remunerat va ser per a uns dibuixos que van ser impresos a la revista musical NME i no gaire temps després va aconseguir que li publiquessin una sèrie sobre un detectiu privat conegut com a Roscoe Moscow, publicada sota el pseudònim de Curt Vile (un joc de paraules amb el nom del compositor Kurt Weill) en la revista setmanal de música Sounds, guanyant 35 lliures per setmana. Alhora ell i Phyllis, juntament amb la seva nounada Leah, van començar a reclamar les prestacions per desocupació per complementar aquest ingressos.(p36)
No gaire temps després, el 1979, també va començar a publicar una nova tira còmica coneguda com a Maxwell the Magic Cat en el Northants Post, sota el pseudònim de Jill de Ray (un joc de paraules amb l'assassí medieval Gilles de Rais, una cosa que per a ell era una "broma sarcàstica"). Guanyant unes 10 lliures més per setmana es va decidir a sortir de la seguretat social i va continuar escrivint Maxwell the Magic Cat fins a l'any 1986.(pp36–37) Moore ha indicat que ell hauria estat molt content de continuar amb les aventures d'en Maxwell gairebé indefinidament, però va acabar la tira després que el diari va publicar un editorial negatiu en contra dels homosexuals de la comunitat. Mentrestant Moore va decidir centrar-se més en l'escriptura de còmics en comptes de dibuixar, afirmant que "després que havia estat fent-ho durant un parell d'anys, em vaig adonar que mai seria capaç de dibuixar prou bé o amb la suficient rapidesa per fer realitat qualsevol tipus de vida decent com a artista".(p15)
Per obtenir més informació sobre com escriure un guió reeixit de còmic li va demanar consell al seu amic, el guionista de còmics Steve Moore, a qui coneixia des que tenia catorze anys.(p20) Interessat a presentar treballs per 2000AD, una de les revistes de còmic més importants de Gran Bretanya, Alan Moore va presentar un guió per la seva llarga i reeixida sèrie Judge Dredd. Si bé no tenien necessitat d'un altre escriptor a Judge Dredd, que ja estava sent escrita per John Wagner, l'editor de 2000AD, Alan Grant, va veure una jove promesa en el treball de Moore (tot comentant que "aquest noi és, realment, un escriptor molt ben parit") i li va demanar algunes històries curtes per a la sèrie Future Shocks. Malgrat que els primers guions van ser rebutjats Grant va aconsellar Moore en millores i finalment va acceptar el primer de molts intents. Mentrestant Moore també havia començat a escriure històries de menor importància per Doctor Who Weekly i més tard va comentar que "realment volia una tira regular. Jo no volia fer històries curtes. Però això no va ser el que se m’estava oferint. Se m’estaven oferint històries de quatre o cinc pàgines en les quals tot havia de ser fet en aquestes cinc pàgines. I, mirant cap enrere, va ser la millor educació possible que pogués haver tingut en la manera de construir una història ".(pp21–22)

### Marvel UK, 2000AD, i Warrior: 1980-1984
Des de 1980 fins a 1984 Moore va mantenir el seu estatus com a escriptor independent i se li van oferir una sèrie d'obres de diferents companyies de còmics de Gran Bretanya com Marvel UK, 2000AD i Warrior. Més tard va comentar que "Recordo que el que estava passant era que en general tothom volia donar-me feina per por que acabés fent un altre treball per als seus rivals. Així que tothom m'oferia coses".(p57) Era una època en què els còmics estaven augmentant la seva popularitat a Gran Bretanya i d'acord amb Lance Parkin "l'escena britànica de còmics s'estava cohesionant com mai abans i estava clar que l'audiència s'estava enganxant als títols a mesura que creixien. Còmics que no eren més que per a nens molt petits ara eren llegits per adolescents (i fins i tot per estudiants universitaris de nivell A".(p20)
Durant aquest període de tres anys 2000AD acceptaria i publicaria més de cinquanta històries de Moore per les seves sèries de ciència-ficció Future Shocks i Time Twisters. Els editors de la revista van estar tan impressionats pel treball de Moore que van decidir oferir-li un tira més permanent a partir d'una història que volien que fos vagament basada en la reeixida pel·lícula ET l'extraterrestre. El resultat, Skizz, que va ser il·lustrat per Jim Baikie, explica la història de l'extraterrestre homònim que s'estavella a la Terra i és curat per una dona anomenada Roxy. Més tard Moore va assenyalar que, segons ell, aquesta obra "li deu massa a Alan Bleasdale".(p94) Una altra sèrie que va ser produïda per 2000AD va ser D.R. and Quinch, que va ser il·lustrada per Alan Davis. La història, que Moore va descriure com "continuant la tradició de Daniel el Trapella, però donant-li una habilitat termonuclear",(p99) girava entorn de dos extraterrestres delinqüents, essent una història de ciència-ficció que prenia els personatges O.C. and Stiggs de National Lampoon. No obstant això el treball àmpliament considerat com el punt culminant de la seva carrera a 2000AD(pp100–110), i que ell mateix va descriure com "el que millor va funcionar per a mi"(p58), va ser The Ballad of Halo Jones, la primera sèrie a la revista que girava entorn d'un protagonista femení, cosa que Moore va fer deliberadament.(pp99–102) Cocreat amb l'artista Ian Gibson, va situar la sèrie al segle 50, però va ser cancel·lada abans que tots els episodis fosin escrits.
Una altra companyia que va contractar a Moore va ser Marvel UK, que havia comprat anteriorment algunes de les seves històries per a Doctor Who Weekly i Star Wars Weekly. Amb l'objectiu d'arribar a una audiència més gran que amb 2000AD, el seu principal rival, van contractar Moore per a escriure per a la tira regular de Captain Britain "a mig camí d'una història que ell no ha inaugurat ni ha entès completament". Va reemplaçar l'escriptor original de la tira, David Thorpe, però mantenint l'artista original, Alan Davis, a qui Moore va descriure com "un artista amb un gran amor pel medi, la seva gran alegria dins seu en veure un treball remunerat brilla a cada línia, cada nou disseny de vestuari, cada matís d'expressió".
La tercera companyia per la que Moore va treballar en aquest període va ser una nova revista mensual anomenada Warrior, fundada per Dez Skinn, exeditor d'IPC (editors de ‘’2000 AD) i Marvel UK, que va ser dissenyada per oferir als escriptors un major grau de llibertat sobre les seves creacions artístiques del que va ser permès per les companyies existents prèviament, i va ser a Warrior que Moore "començaria a assolir el seu potencial"(p21) Moore va rebre inicialment dues tires en curs a Warrior: Marvelman i V de Vendetta, ambdues van debutar en el primer Warrior al març de 1982. V de Vendetta és un thriller distòpic ambientat en un futur 1997 on un govern feixista controla Gran Bretanya, amb només l'oposició d'un anarquista solitari vestit amb una disfressa de Guy Fawkes que es converteix en terrorista per enderrocar el govern. Il·lustrat per David Lloyd, Moore va ser influenciat pels seus sentiments pessimistes sobre el Partit Conservador de Thatcher, que es projecta cap endavant com un estat feixista en la qual totes les minories ètniques i sexuals havien estat eliminades. S'ha considerat com "un dels millors treballs de Moore" i ha mantingut un seguiment de culte al llarg de les dècades posteriors.(p22)
Marvelman (més tard retitulada Miracleman per raons legals) va ser una sèrie que originalment es va publicar a Gran Bretanya des de 1954 fins a 1964, basada principalment en el còmic americà Capità Marvel. Sobre ressuscitar Marvelman, Moore "va prendre el caràcter d'un nen kitsch i el va posar en el món real de 1982".(p23) El còmic va ésser dibuixat principalment per Garry Leach i Alan Davis. La tercera sèrie que Moore va escriure per Warrior va ser The Bojeffries Saga, una comèdia sobre una família de classe treballadora anglesa de vampirs i homes llop, dibuixada per Steve Parkhouse. Warrior va tancar abans que aquestes històries van acabar-se, però sota nous editors tant Miracleman com V de Vendetta es van reprendre per Moore, que va acabar ambdues històries l'any 1989. El biògraf de Moore, Lance Parkin, va dir que "a través de la lectura conjunta d'ambdues obres es veuen alguns contrastos interessants, en una un heroi lluita contra una dictadura feixista amb seu a Londres, en l'altra un superhome ari imposa una".(p26)
Tot i que el treball de Moore ha estat nombroses vegades entre les tires més populars en aparèixer a 2000AD, es va preocupar cada vegada més per la falta de drets dels creadors de còmics britànics.(pp105–106) El 1985 va parlar amb el fanzín Arkensword assenyalant que havia deixat de treballar per a tots els editors britànics excepte IPC “solament per la raó que IPC fins al moment han evitat mentir-me, enganyar-me o, en general, tractar-me com una merda". Ell, però, va unir-se a altres creadors denunciant la manca de drets i el 1986 va deixar d'escriure per 2000AD, deixant inacabats futurs volums de la història d'Halo Jones.(pp110–111) Les opinions obertes i els forts principis de Moore, en particular sobre el tema dels drets del creador i de la propietat, el farien cremar tots els ponts amb una sèrie d'altres editorials al llarg de la seva carrera.
Mentrestant durant aquest mateix període (utilitzant el pseudònim de Translucia Baboon) es va involucrar en l'escena musical, va fundar la seva pròpia banda, The Sinister Ducks, amb David J (del grup de rock Bauhaus i Alex Green, i el 1983 va publicar el single March of the Sinister Ducks, amb l'art de la portada dibuixat per l'il·lustrador Kevin O'Neill. El 1984 Moore i David J també van llançar un single de 12 polzades que ofereix una gravació de "This Vicious Cabaret", una cançó que apareix a V de Vendetta, que va ser llançat pel segell Glass Records. Moore també va escriure la cançó "Leopardman at C&A" per David J, la música de la cual va ser composta per Mick Collins per a l'àlbum ‘’We Have You Surrounded’’ pel grup de Collins, The Dirtbombs.

### Elmainstreamamericà i DC Comics: 1983-1988
El treball de Moore a 2000AD va cridar l'atenció de l'editor de DC Comics, Len Wein, qui el va contractar el 1983 per escriure Swamp Thing, aleshores un còmic de monstres formulaic i amb vendes molt pobres. Moore, juntament amb artistes com Stephen R. Bissette, Rick Veitch i John Totleben, deconstruiren i reimaginaren el caràcter, escrivint una sèrie d'històries formalment experimentals que aborden temes ambientals i socials juntament amb l'horror i la fantasia, impulsada per la investigació sobre la cultura de Louisiana, on la sèrie es va establir. Swamp Thing va reviure molts dels oblidats personatges màgics i sobrenaturals de DC, incloent Spectre, Demon, Phantom Stranger, Deadman i d'altres, i va presentar a John Constantine, un mag anglès de classe obrera basat visualment en el músic britànic Sting, que més tard es va convertir en el protagonista de la sèrie Hellblazer, la publicació continuada més llarga del segell de DC, Vertigo. Moore seguiria escrivint per Swamp Thing durant uns tres anys, a partir de l'edició Nº20 (gener de 1984) a través de l'edició Nº64 (setembre de 1987), amb l'excepció dels Nº 59 i 62.(p82) La carrera de Moore a Swamp Thing va ser un èxit tant de crítica com comercialment i va inspirar a DC per reclutar escriptors europeus, i britànics en particular, com Grant Morrison, Jamie Delano, Peter Milligan i Neil Gaiman, per a escriure còmics en la mateixa línia, sovint amb una renovació radical de personatges poc coneguts. Aquests títols van establir les bases del que seria la línia Vertigo.
Moore va començar a produir més històries de DC Comics, incloent una història de dues parts per a Vigilante, que tracta de la violència domèstica. Finalment se li va donar l'oportunitat d'escriure una història per a un dels superherois més coneguts de DC, Superman, titulada For the Man Who Has Everything, que va ser il·lustrada per Dave Gibbons i publicada el 1985. En aquesta història Wonder Woman, Batman i Robin visiten Superman en el seu aniversari, només per descobrir que ha estat posseït per un organisme alienígena i està al·lucinant sobre els desitjos del seu cor.(p37) Va seguir amb una altra història de Superman, Whatever Happened to the Man of Tomorrow? , que es va publicar el 1986. Il·lustrada per Curt Swan, va ser dissenyada com a l'última història de Superman en la preCrisis on Infinite Earths de l'Univers DC.
1988 va veure la publicació d'una història de Batman escrita per Moore i il·lustrada per Brian Bolland. Sota el títol The Killing Joke, que girava entorn del Joker, que havia escapat d'Arkham Asylum deixant rere seu un riu de cadàvers, i l'esforç de Batman per aturar-lo. Tot i ser una obra clau per ajudar a redefinir Batman com a personatge, juntament amb The Dark Knight Returns i Batman: Year One de Frank Miller, Lance Parkin creia que "el tema no està prou desenvolupat" i "és un rar exemple d'una història de Moore on l'art és millor que l'escriptura "(pp38–39) cosa que el mateix Moore reconeix.(p121)
La sèrie limitada Watchmen, que es va iniciar el 1986 i que es va recollir com un llibre en rústica el 1987, va fonamentar la reputació de Moore. Imaginant el que el món seria si herois disfressats haguessin existit realment des de la dècada de 1940, Moore i l'artista Dave Gibbons van crear una trama de misteri a la Guerra Freda en què l'ombra de la guerra nuclear amenaça el món. Els herois que estan atrapats en aquesta escalada de la crisi ni treballen per al govern dels EUA ni són fora de la llei, sinó que estan motivats a l'heroisme a causa de les seves diverses tares psicològiques. Watchmen no és lineal, car és explicada des de múltiples punts de vista i inclou experiments formals com ara el disseny simètric del número 5, "Fearful Symmetry", on l'última pàgina és un mirall de la imatge de la primera, la penúltima de la segona i així successivament. D'aquesta manera és un exemple primerenc de l'interès de Moore en la percepció humana del temps i les seves implicacions per a la lliure voluntat. És l'únic còmic que ha guanyat el Premi Hugo, en una categoria única ("Best Other Form").
Watchmen és àmpliament considerat com el millor treball de Moore i ha estat regularment descrit com el millor còmic mai escrit(pp39–40), al costat d'obres més o menys contemporànies com Batman: The Dark Knight Returns de Frank Miller, Maus d'Art Spiegelman i Love and Rockets de Jaime Hernández i Gilbert Hernández, Watchmen va ser part de la tendència de finals de 1980 del còmic americà d'apropar-se a sensibilitats més adultes. Moore es va convertir breument en una celebritat en els mitjans i l'atenció resultant el va portar a retirar-se del fandom i no assistir a convencions de còmics (en un UKCAC a Londres va dir que fins i tot va ser acosat fins als vàters per àvids caçadors d'autògrafs).
El 1987 Moore va presentar una proposta per a una minisèrie anomenada Twilight of the Superheroes, una referència a l'òpera de Richard Wagner, Götterdämmerung ("El crepuscle dels déus"). La sèrie va ser creada en el futur de l'Univers DC, on es governava el món superheroic per dinasties, com la Casa de l'Acer (presidida per Superman i la Dona Meravella) i la Casa del Tro (dirigida per la família del Capità Marvel). Aquestes dues cases estan a punt d'unir-se a través d'un matrimoni dinàstic i el seu poder combinat amenaça potencialment la llibertat, i diversos personatges, incloent-hi John Constantine, intenten detindre i alliberar la humanitat del poder dels superherois. La sèrie també ha recuperat el concepte de Múltiples Terres de l'Univers DC, que havien estat eliminades en la minisèrie de 1985 Crisis on Infinite Earths. La sèrie mai va ser editada, però les còpies de les notes detallades de Moore han aparegut a Internet i en forma impresa malgrat els esforços de DC, que consideren la proposta de la seva propietat.(pp43–44) Elements similars, com ara el concepte de hipertemps, han aparegut des de llavors en els còmics de DC. La minisèrie de 1996 Kingdom Come, per Mark Waid i Alex Ross, es va situar també enmig d'un conflicte superheroic en el futur de l'univers DC. Waid i Ross han declarat que haven llegit Twilight abans de començar a treballar en la seva sèrie, però que les similituds són menors i no desitjades.
La relació de Moore amb DC Comics s'havia deteriorat gradualment degut als temes dels drets del creador i el marxandatge. A Moore i Gibbons no se'ls va pagar les regalies per a una sèrie spin-off de Watchmen, que DC va definir com un "element de promoció", i d'acord amb alguns informes ell i Gibbons van guanyar només el 2 % dels beneficis obtinguts per Watchmen.(p44) Mentrestant un grup de creadors incloent Moore, Frank Miller, Marv Wolfman i Howard Chaykin, es van barallar amb DC sobre una proposta de sistema de classificació per edats similars als utilitzats per les pel·lícules.(pp44–45) Un cop va finalitzar V for Vendetta, que DC ja havia començat a publicar, cosa que li va permetre acabar els pocs episodis finals, el 1989, Moore va deixar de treballar per DC.

### Període Independent i Mad Love: 1988-1993
Abandonant DC Comics i el mainstream, Moore, amb la seva dona Phyllis i la seva mútua amant Deborah Delano, van crear la seva pròpia empresa editorial de còmics, que van anomenar Mad Love. Les obres que publicaren a Mad Love van donar l'esquena a la ciència-ficció i els gèneres de superherois que Moore acostumava a escriure, i se centraren en el realisme, la gent comuna i les causes polítiques. La primera publicació de Mad Love, AARGH (Artists Against Rampant Government Homophobia) (Artistes Contra l'Homofòbia Rampant del Govern), va ser una antologia de l'obra de diversos escriptors (incloent Moore) que va desafiar al govern de Thatcher, que recentment havia introduït la clàusula 28, una llei dissenyada per evitar que els consells i les escoles "promoguesin l'homosexualitat". Les vendes del llibre es van dirigir a l'Organització d'Acció de Lesbianes i Gais, i Moore estava "molt satisfet", afirmant que "no havia impedit que aquest projecte de llei es converteixi en llei, però que s'havia unit al clam general contra ell, impedint que arribés a ser mai tan brutalment eficaç com els seus dissenyadors podrien haver esperat(p149) Moore va seguir amb un segon treball polític, "Shadowplay: The Secret Team", un còmic il·lustrat per Bill Sienkiewicz per Eclipse Comics i encarregat per l'Institut Crístic, que es va incloure com a part de l'antologia "Brought to Light", una descripció del tràfic d'armes i contraban de drogues encobert de la CIA.(p47)
Després de contactar amb el dibuixant i defensor de l'auto-publicació Dave Sim, Moore utilitzà llavors Mad Love per publicar el seu pròxim projecte, Big Numbers, una sèrie de 12 números ambientada en "una versió gens dissimulada del Northampton natal de Moore", conegut com a Hampton, i s'ocupa dels efectes de les grans empreses sobre la gent comuna i també de les idees de la teoria del caos.(p48) La il·lustració de la historieta va ser iniciada per Bill Sienkiewicz, que va deixar la sèrie després de només dos números el 1990, i malgrat els plans que el seu assistent, Al Columbia, el reemplaçaria, mai va fer-ho i la sèrie va quedar inconclusa.(pp48–49) Després d'això el 1991 la companyia Victor Gollancz Ltd va publicar-li A Small Killing, un número únic il·lustrat per Oscar Zarate, sobre un executiu de publicitat, abans idealista, maleït per la seva pròpia infantesa. Segons Lance Parkin, A Small Killing és “possiblement el treball més infravalorat de Moore".(p49) Poc després d'això Mad Love va ser dissolta quan Phyllis i Deborah van acabar la seva relació amb Moore, quedant-se amb gran part dels diners que Moore havia guanyat pel seu treball en la dècada de 1980.(p25)
Mentrestant Moore va començar a escriure per Taboo, una petita antologia de còmic independent editat pel seu antic col·laborador, Stephen R. Bissette. La seva primera obra va ser From Hell, un relat fictici dels assassinats de Jack l'Esbudellador de la dècada de 1880. Inspirada en la novel·la de Douglas Adams Dirk Gently’s Holistic Detective Agency, Moore va argumentar que per resoldre un crim de manera integral cal resoldre tota la societat en la qual succeeixen, i descriu els assassinats com a conseqüència de la política i l'economia del seu temps. Gairebé totes les figures notables de l'època està connectades amb els successos d'alguna manera, com "l'home elefant" Joseph Merrick, Oscar Wilde, l'escriptor nadiu americà Black Elk, William Morris, l'artista Walter Sickert i Aleister Crowley, qui fa una breu aparició quan era un nen. Il·lustrat amb ploma de tinta de sutge i amb l'estil d'Eddie Campbell, From Hell va trigar gairebé deu anys a completar-se, superant Taboo i passant per dos editors més abans de ser recollida com un llibre de butxaca per Eddie Campbell Comics. Va ser elogiada àmpliament, amb l'autor de còmics Warren Ellis dient "és la meva novel·la gràfica preferida de tots els temps".
L'altra sèrie que Moore va començar per Taboo va ser Lost Girls, que va descriure com un treball de “pornografia intel·ligent". Il·lustrat per Melinda Gebbie, qui posteriorment començà una relació amb Moore, es va situar el 1913, on Alícia d'Alícia en terra de meravelles, Dorothy d'El mag d'Oz i Wendy de Peter Pan (que són de diferents edats i classes socials), es reuneixen en un hotel europeu i es narren les unes a les altres contes de les seves trobades sexuals.(pp49–50) Amb aquest treball Moore volia intentar alguna cosa innovadora en els còmics i va creure que la creació de còmics pornogràfics era una manera d'aconseguir-ho. Va comentar que "he tingut un munt d'idees diferents de com seria possible fer una historieta sexual, fent-ho d'una manera que eliminés gran part dels problemes que tenia la pornografia en general. Que no són altres que és lletja, avorrida, gens inventiva i que no té estàndards".(pp154–155) Com From Hell, Lost Girls va superar Taboo, i uns trams posteriors van ser publicats de forma erràtica fins que la feina va estar enllestida. La seva edició completa es publicà el 2006.
Mentrestant Moore també es va dedicar a escriure una novel·la en prosa, Voice of the Fire, que es publicaria el 1996. No convencional en el seu to, la novel·la era un conjunt d'històries curtes sobre els esdeveniments vinculats a la seva ciutat natal de Northampton a través dels segles, des de l'edat de bronze fins a l'actualitat, que es van combinar per explicar una història més àmplia.(p92)

### Retorn almainstreami Image Comics: 1993-1998
El 1993 Moore va declarar ser un mag cerimonial. Aquest mateix any va marcar el retorn de Moore a la indústria comercial de còmic i el retorn a l'escriptura de còmics de superherois. Ho va fer a través de Image Comics, àmpliament coneguda en el moment pel seu cridaner estil artístic, la seva violència gràfica i les seves dones de pits grans i roba escassa, cosa que va horroritzar a molts dels seus fans.(p55) El seu primer treball publicat per Imatge, un número de la sèrie de Spawn, aviat va ser seguit per la creació de la seva pròpia mini-sèrie, 1963, que era "un pastitx d'històries dibuixades per Jack Kirby al Marvel dels anys seixanta, amb el seu estil més aviat exagerat, personatges colorits i estil còsmic".(p56) Segons Moore “després d'haver escrit 1963, em vaig adonar de quant havia canviat l'audiència durant el temps que vaig ser fora (des de 1988). Tot de sobte em semblava que el que realment volia la majoria de l'audiència eren coses que quasi no tenien història, solament un munt de pàgines completes, amb coses que semblessin obres d'art. I jo estava realment interessat per veure si podia escriure una història decent per a aquest mercat ".(p173)
Així que es va dedicar a escriure la que veia com "la sèrie per a joves de 13 a 15 anys superior a la mitjana", incloent tres mini-sèries basades en la sèrie Spawn: Violator, Violator/BadRock i Spawn: Blood Feud.(p56) El 1995 se li va donar també el control d'un còmic mensual regular, WildC.A.T.S. de Jim Lee, a partir de l'edició #21, que seguiria escrivint durant catorze entregues. La sèrie segueix dos grups de superherois, un dels quals es troben en una nau espacial que torna al seu planeta d'origen i els altres que en canvi es queden a la Terra. El biògraf de Moore, Lance Parkin, comentà críticament la sèrie, tenint la sensació que era una de les pitjors obres de Moore i que "sent que Moore ha de ser millor que això. No és especial".(p56) El mateix Moore va comentar que va agafar la sèrie (la seva única sèrie mensual de còmic des de Swamp Thing) en gran part perquè li agradava Jim Lee, i va admetre que no estava del tot content amb aquest treball, en la creença que havia atès massa a les seves concepcions del que els fans volien més que de ser innovador.(p174)
A continuació es va fer càrrec del còmic de Rob Liefeld, Supreme, sobre un personatge amb moltes similituds amb Superman, de DC Comics. En lloc de posar l'accent en un major realisme, com havia fet abans amb els còmics de superherois dels que s'havia fet càrrec, ara Moore va fer el contrari, i va començar a basar la sèrie en l'Edat de Plata dels còmics de Superman de la dècada de 1960, amb la introducció d'una superheroïna, Suprema, un super-gos, Radar, i un material similar a la Kryptonita conegut com a Supremium, i en fer-ho es remuntà a l'original figura "mítica" del superheroi americà. Amb Moore Supreme resultaria ser un èxit comercial i de crítica, anunciant que estava de tornada al mainstream després de diversos anys d'exili autoimposat.(pp59–60)
Quan Rob Liefeld, un dels cofundadors d'Image, es va separar de l'editorial i va formar la seva pròpia companyia, Awesome Entertainment, va contractar a Moore per crear un nou univers per als personatges que havia portat amb ell d'Image. La "solució de Moore era impressionant i arrogant, va crear una llarga i distingida història per aquests personatges nous, amb aires retro de l'edat de plata i l'edat d'or." Moore va començar a escriure còmics per a molts d'aquests personatges, com Glòria i Youngblood, així com una mini-sèrie de tres parts coneguda com a Judgement Day per proporcionar una base per a Awesome Universe.(pp60–61) Moore, però, no va estar satisfet amb Liefeld, dient: "Vaig acabar tan fart de la manca de fiabilitat de la informació que rebía d'ell, que ja no hi confiava. No crec que respectés el meu treball i em va semblar difícil respectar-lo a ell. I també en aquells dies jo estava sentint que, probablement amb l'excepció de Jim Lee, Jim Valentino i gent així, els socis d'Image eren, als meus ulls, menys que cavallers. Semblava que no eren necessàriament el tipus de gent amb la qual volia tractar".(p175)

### America’s Best Comics: 1999-2008
Jim Lee, soci d'Image, es va oferir a proporcionar a Moore el seu propi segell, que estaria sota la companyia de Lee, WildStorm Productions. Moore va anomenar aquest segell America’s Best Comics, alineant-se amb una sèrie d'artistes i escriptors perquè l'ajudesin en aquesta empresa. No obstant això Lee va vendre WildStorm aviat a DC Comics i "Moore es va trobar de nou amb una companyia amb la qual havia jurat que mai tornaria a treballar-hi". Lee i l'editor Scott Dunbier van volar a Anglaterra personalment per tranquil·litzar Moore que no es veuria afectat per la venda i que no hauria de bregar amb DC directament. Moore va decidir que hi havia massa gent implicada per retirar-se del projecte, per la qual cosa ABC es va posar en marxa a principis de 1999.(p62)

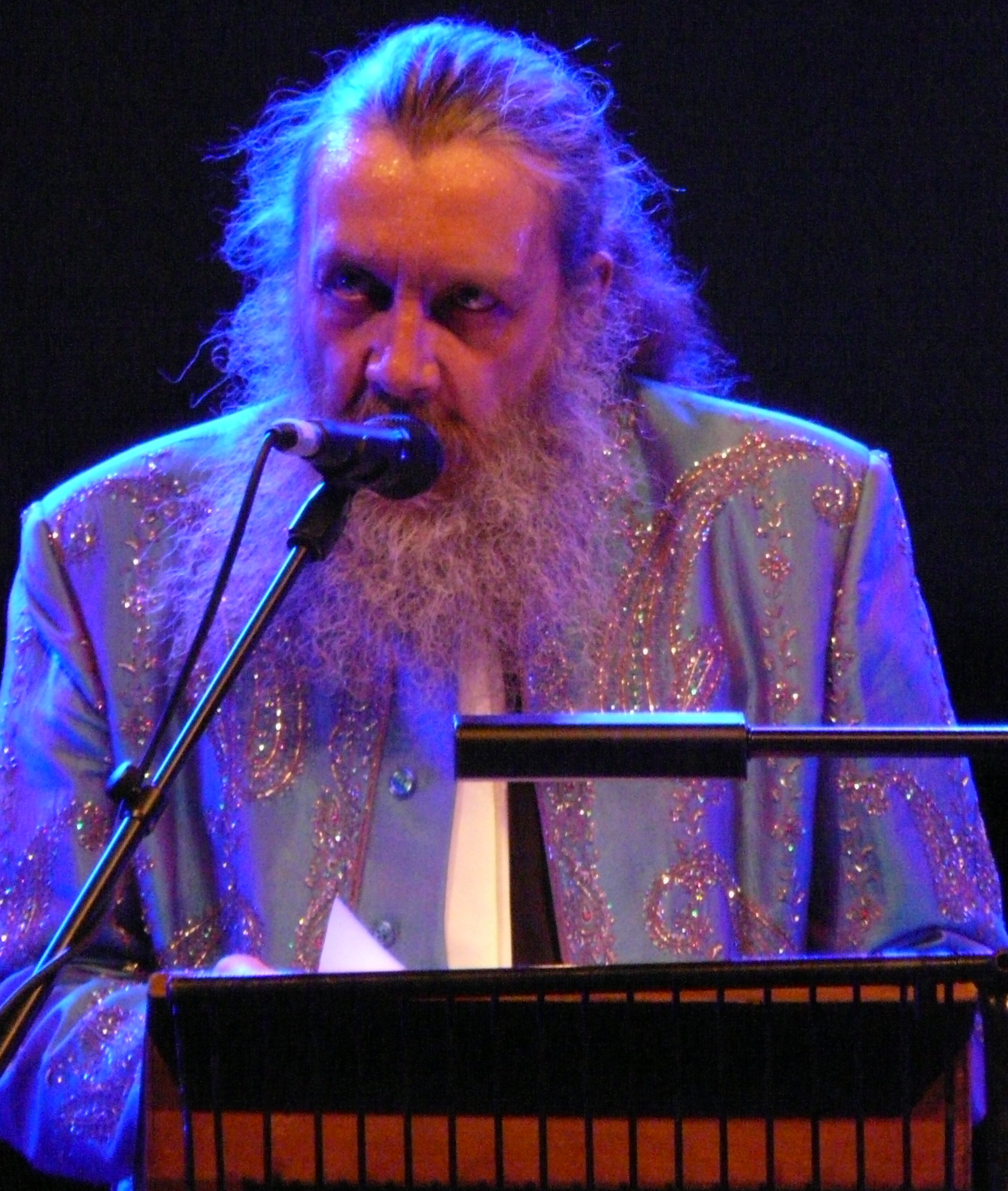
Alan Moore, I'll Be Your Mirror 2011, Alexandra Palace (Muswell Hill, Londres, Anglaterra).

La primera sèrie publicada per ABC va ser La lliga dels homes extraordinaris, que va comptar amb una gran varietat de personatges de les novel·les d'aventures victorianes, com Allan Quatermain, d'H. Rider Haggard, l'Home Invisible, de H.G. Wells, el capità Nemo, de Jules Verne, el Dr. Jekyll i el senyor Hyde, de Robert Louis Stevenson, i Wilhelmina Murray de la novel·la Dràcula, de Bram Stoker. Il·lustrat per Kevin O'Neill, el primer volum de la sèrie va enfrontar a la Lliga contra el professor Moriarty dels llibres de Sherlock Holmes, i el segon, contra els marcians de  La guerra dels mons. Un tercer volum titulat El Dossier Negre es va situar a la dècada de 1950. La sèrie va ser ben rebuda, i Moore es congratulà que el públic nord-americà estava gaudint d'una cosa que ell considerava "perversament anglesa", i que estava inspirant alguns lectors a interessar-se per la literatura victoriana.(p183)
Una altra obra d'ABC escrita per Moore va ser Tom Strong, una sèrie de superherois postmoderna, on apareix un heroi inspirat en personatges que precedien a Superman, com ara Doc Savage i Tarzan. El personatge, amb una gran longevitat induïda per fàrmacs, va permetre a Moore incloure aventures durant tot el segle 20, escrites i dibuixades en estils d'època, com si fos una anàlisi sobre la història del còmic i el pulp. L'artista principal va ser Chris Sprouse. Tom Strong va tenir moltes similituds amb el treball anterior de Moore a Supreme, però d'acord amb Lance Parkin, era "més subtil", i era "el còmic més accessible d'ABC".(pp64–65)
L'obra de Moore Top 10, una comèdia policial establerta en una ciutat anomenada Neopolis on tots, inclosa la policia, els criminals i civils té superpoders, disfresses i identitats secretes. És dibuixada per Gene Ha i Zander Cannon.(pp65–66,71) Top 10 va acabar després de dotze entregues, però ha donat lloc a quatre sèries derivades (o spin-offs): Smax una minisèrie, situada en un món de fantasia i dibuixada per Cannon, Top 10: The Forty-Niners, una precuela de la principal Top 10, sèrie dibuixada per Ha;(p68) i dos minisèries seqüela, Top 10: Beyond the Farthest Precinct, escrita per Paul Di Filippo i dibuixada per Jerry Ordway, i Top 10: Season Two, escrita per Cannon i dibuixatda per Ha.
La sèrie de Moore Promethea explica la història d'una adolescent, Sophie Bangs, que és posseïda per una antiga deessa pagana. Promethea explora molts temes ocultistes, en particular la Càbala i el concepte en si de la màgia. Moore afirma que "volia per ser capaç de fer un còmic ocultista que no representi l'ocultisme com un lloc fosc i aterridor, perquè aquesta no és la meva experiència. Promethea era més psicodèlica, més sofisticada, més experimental, més extàtica i exuberant."(p188) Dibuixada per J.H. Williams III, ha estat descrita com "una declaració personal" de Moore, sent doncs una de les seves obres més íntimes i abasta "un sistema de creences, una cosmologia personal".(p68)
Comics ABC també publicà una antologia, Tomorrow Stories, que va comptar amb un repartiment regular de personatges com Cobweb, First American, Greyshirt, Jack B. Quick, i Splash Brannigan. Tomorrow Stories era notable per ser una sèrie d'antologies, un mitjà que havia mort en gran part dels còmics americans de l'època.(p66)
No obstant la seguretat que "DC Comics" no interferia amb Moore i la seva obra, posteriorment ho van fer, cosa que el va enfurismar. En concret, a "La lliga dels homes extraordinaris" #5, que conté una recreació d'època d'una marca “Marvel”-estúpida, això va causar que l'executiu de DC, Paul Levitz, ordenés que la impressió completa fos destruïda i reimpresa amb el nom substituït per "Amaze", per evitar la fricció amb la competidora de DC, Marvel Comics. Una història de "Cobweb" que Moore va escriure per "Tomorrow Stories" #8 ofereix referències a L. Ron Hubbard, fundador de la Cienciologia, l'ocultista americà Jack Parsons, i el seu "Babalon Working". Aquest número va ser bloquejat per DC a causa d'aquesta matèria. Irònicament es va revelar més tard que ja havia publicat una versió del mateix esdeveniment en el seu volum de Paradox Press, "The Big Book of Conspiracies".
El 2003, es va fer un documental sobre ell per la productora Shadowsnake, titulat The Mindscape of Alan Moore, que va ser llançat més tard en DVD.

### Retorn a la independència: 2009-present
Amb moltes de les històries que ell havia planejat per "America’s Best Comics" portades a la fi, i amb la seva creixent insatisfacció amb la manera en que DC Comics estava interferint en el seu treball, va decidir marxar un cop més fora del mainstream dels còmics. En declaracions a Bill Baker el 2005, va comentar que "M'encanta el medi dels còmics. Pero detesto la indústria del còmic. Doni-li uns altres 15 mesos, probablement estaré marxant del mainstream, dels còmics comercials".(p65) L'únic títol ABC que va continuar Moore va ser La lliga dels homes extraordinaris, després de tallar els llaços amb DC va llançar la nova saga Volume III: Century, en una coedició associada amb Top Shelf Productions i Knockabout Comics, la primera part publicada el 2009, la segona el 2011 i la tercera el 2012.
El 2006 l'edició completa de Lost Girls va ser publicada, com un conjunt de tres volums en tapa dura i en caixa. Aquest mateix any Moore va publicar un article de vuit pàgines traçant la història de la pornografia, en què sostenia que la vitalitat de la societat i el seu l'èxit estan relacionades amb la seva permissivitat en matèria sexual. Argumentant que l'omnipresent consum de pornografia contemporani estava sent àmpliament considerat vergonyós, va demanar una nova pornografia més artística que pogués ser discutida obertament i que tindria un impacte positiu en la societat. Ell va ampliar això el 2009 per a un llibre-assaig titulat 25.000 anys de llibertat eròtica, que va ser descrit per un crític com "una classe d'història tremendament enginyosa. Una mena de Horrible Histories per a adults"
El 2007, Moore va aparèixer en forma animada en un episodi dels Simpsons, una sèrie de la que és fan, titulat "Marits i ganivets", que va emetre's quan va complir els seus cinquanta-quatre anys.
El 2010, Moore va començar el que ell va descriure com "la primera revista underground del segle 21". Titulada Dodgem Logic, la publicació bi-mensual consisteix en el treball d'autors i artistes de Northampton, així com de contribucions originals de Moore.
El gener de 2011, la quarta i última part de Neonomicon va ser publicada per Avatar Press. Aquest mini-sèrie d'horror està ambientada en l'univers de H.P. Lovecraft, i igual que la seva precuela The Courtyard, és il·lustrada per Jacen Burrows.
Recentment Moore ha participat en esdeveniments musicals en els quals col·labora amb una sèrie de diferents músics, confirmada la seva participació amb Stephen O'Malley per lI'll Be Your Mirror' del festival de música de Londres.
Un projecte de futur és un llibre de text ocultista conegut com a The Moon and Serpent Bumper Book of Magic, escrit amb Steve Moore. Serà publicat per Top Shelf en el futur. També està treballant en una segona novel·la, Jerusalem, que al seu torn se situa a Northampton.
Tant Alan Moore com David Lloyd s'han unit al projecte Occupy Comics de Kickstarter. Es diu que Moore contribuirà amb una peça de prosa llarga, possiblement il·lustrada.

## Obra

### Temes
En diversos dels seus còmics on prengué el relleu d'escriptors anteriors, incloent Marvelman, Swamp Thing, i Supreme, va utilitzar la “tàctica familiar d'esborrar el que havia passat abans, donant amnèsia a l'heroi i revelant que tot el que havíem après fins aquell moment era una mentida”.(p58) D'aquesta manera, ell era capaç en gran manera de començar de nou amb el personatge i la seva sèrie i no estava limitada per cap cànon anterior.
Com a escriptor de còmics Moore aplica una sofisticada sensibilitat literària al mainstream a més d'incloure temes desafiants i propis d'adults. Pel que fa a això aporta una àmplia gamma d'influències al seu treball, com ara William S. Burroughs, Thomas Pynchon, Robert Anton Wilson i Iain Sinclair, escriptor de la Nova Onada de la ciència-ficció com Michael Moorcock i escriptors de la literatura de terror com Clive Barker. Influències pròpies i reconegudes d'autors de còmic són les de Will Eisner, Harvey Kurtzman, Jack Kirby, i Bryan Talbot.
D’altres influències alienes al món de la historieta sonThomas Pynchon o Iain Sinclair i cineastes com Nicolas Roeg. L'historietista Bryan Talbot, la creació del qual The Adventures of Luther Arkwright va prefigurar el moviment del còmic per a adults, és indubtablement una altra influència important.

### Reconeixements i premis
El treball de Moore al media del còmic ha estat àmpliament reconegut pels seus col·legues i per la crítica. George Khoury va afirmar que "anomenar aquest esperit lliure el millor escriptor de la història dels còmics és un eufemisme"(p10), ádhuc l'entrevistador Steve Rose es va referir a ell com "l'Orson Welles dels còmics", i que és "l'alt sacerdot indiscutible del medi, es va apoderar de les paraules com si fossin un missatge de l'èter" pels fans del còmic.

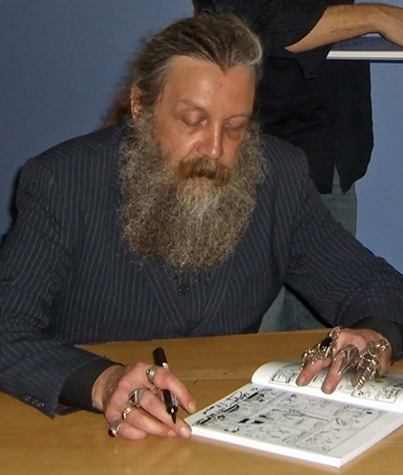
Moore signant un autògraf, 2006.

Douglas Wolk observà: “Moore indiscutiblement s'ha obert camí cap al Saló de la Fama: ell és un dels pilars de l'idioma anglès en el medi dels còmics amb Jack Kirby, Will Eisner, Harvey Kurtzman i no gaires altres. També és l'autèntica excepció, ja que els altres pilars són artistes i rarament escriptors. Moore és, gairebé exclusivament, un escriptor, i sempre encara els seus guions hiper-detallats jugant amb els punts forts dels artistes amb els quals treballa. Això el converteix en la figura principal dins la Teoria d'Autor del còmics. La raó principal per la qual gairebé ningú està disposat a dir que un dibuixant sol és categòricament superior a un equip escriptor/artista és que això s'estavellaria de ple amb la bibliografia de Moore. De fet un grapat de dibuixants, pels que gairebé sempre escriu les històries que han dibuixat, han fet excepcions per Moore, Jaime Hernández, Mark Beyer i, més memorablement, Eddie Campbell"(p229)
Moore ha guanyat nombrosos Premis Jack Kirby durant la seva carrera, inclosa la Millor Edició Única per a "Swamp Thing" Annual #2 el 1985, amb John Totleben Steve Bissette, a la Millor Sèrie Contínua per "Swamp Thing" el 1985, 1986 i 1987 amb Totleben i Bissette, Millor Escriptor per "Swamp Thing" el 1985 i 1986 i per Watchmen el 1987, amb Dave Gibbons, a la Millor Sèrie Finita i Millor Escriptor/Artista (individual o per equips) per "Watchmen" el 1987.
Moore ha guanyat diversos Premis Eagle pràcticament un empat el 1986 pel seu treball a "Watchmen" i "Swamp Thing". Moore no només va guanyar el premi a les categories "escriptor favorit als EUA i al Regne Unit", sinó que el va guanyar per Còmic Favorit, Personatge Secundari, Nou Títol als EUA, Millor Personatge, Història Continua i "Caràcter digne de títol propi" en el Regne Unit (on aquesta última categoria va assolir els tres primers llocs en totes les seves obres).
Moore ha estat nominat per als premis Comics Buyer's Guide, realitzats per fans, en diverses ocasions, guanyant el premi a Escriptor Favorit el 1985, 1986, 1987, 1999 i 2000. A més, va guanyar el Premi CBG Fan Favorite Story per novel·la gràfica (Watchmen) el 1987 i a la favorita novel·la gràfica original o àlbum (Batman: The Killing Joke amb Brian Bolland), el 1988.
Va rebre el Premi Harvey al Millor Escriptor de 1988 (per Watchmen), per a l'any 1995 i 1996, (per From Hell), el 1999 (al conjunt de la seva obra, incloent From Hell and Supreme), el 2000 (per a La lliga dels homes extraordinaris), i el 2001 i 2003 (per Promethea).
Ha rebut el Premi Eisner al Millor Guionista nou vegades des de 1988, i entre els seus nombrosos premis internacionals hi ha l'alemany Max & Moritz per a una Obra Excepcional (2008) i el Premi Nacional Britànic de Comics com a Best Comic Writer Ever (el 2001 i 2002). També va guanyar premis francesos com el del Festival Internacional d'Angoulême de Còmics, Premi al Millor Àlbum, per Watchmen el 1989 i V de Vendetta el 1990, i el Premi de la Crítica, per From Hell el 2001, el premi suec Urhunden el 1992 per Watchmen i diversos guardons espanyols, com els Haxtur, el 1988 i 1989 per Watchmen i Swamp Thing #5 (ambdós com a Millor Escriptor).
Moore va ser lloat també fora del món del còmic. El 1988, Moore i Dave Gibbons artista va guanyar un prestigiós Premi Hugo, el més important de la literatura de ciència-ficció, en la categoria Altres Formats, per Watchmen. La categoria va ser creada només per a aquest any, a través d'una disposició rarament utilitzada que permet al comitè de la Worldcon crear qualsevol categoria addicional temporal que sigui apropiada (mai han repetit aquesta categoria).
El 1988 va rebre el Premi Mundial de Fantasia a la millor novel·la curta per A Hypothetical Lizard, que Avatar Press va publicar el 2004 com una adaptació de còmic per Antony Johnston. Moore també va guanyar dos Premis Internacionals Guild Horror Story en la categoria Gràfic/Narrativa Il·lustrada (el 1995 amb Eddie Campbell per From Hell, i el 2003 amb Kevin O'Neill per La lliga dels homes extraordinaris) i el 2000 La lliga dels homes extraordinaris va aconseguir un Premi Bram Stoker en la categoria de Millor Pel·lícula Il·lustrada.
El 2005, Watchmen va ser l'única novel·la gràfica que va aparèixer a la llista de les “100 millores novel·les de la historia” de la revista Time.

### Adaptacions cinematogràfiques
A causa de l'èxit dels seus còmics, diversos cineastes han expressat el desig de fer les adaptacions cinematogràfiques de les seves obres. No obstant el mateix Moore s'ha oposat sistemàticament a aquest tipus d'iniciatives, afirmant que "he volgut donar un lloc especial als còmics quan estava escrivint coses com Watchmen. Volia mostrar només el que les possibilitats del mitjà del còmic tenia, i les pel·lícules són completament diferents ".
Expressant sentiments similars, també va comentar que “si només veiem els còmics de llavors amb relació a les pel·lícules la millor que mai serà és una pel·lícula que no es mogui. Vaig trobar, a mitjans dels 80, preferible concentrar-me en aquelles coses que els còmics només podien assolir. La forma en que podria ser assolida una enorme quantitat d'informació inclosa visualment a cada panell, les juxtaposicions entre el que el personatge estava dient i el que la imatge que el lector estava mirant. Així, en cert sentit la major part del meu treball des dels 80 en endavant va ser dissenyat per ser infilmable ".
La primera pel·lícula que es basa en el treball de Moore va ser From Hell el 2001, que va ser dirigida pels germans Hughes. La pel·lícula va tenir una sèrie de diferències radicals del còmic original, alterant el personatge principal d'un vell detectiu conservador a un jove personatge interpretat per Johnny Depp. Això va ser repetit en 2003 amb La lliga dels homes extraordinaris, una pel·lícula que es va apartar radicalment dels llibres i va canviar el final d'una guerra de màfies sobre els cels de Londres a la infiltració a una base secreta al Tibet. Per aquestes dues obres Moore es va limitar a permetre que els cineastes fessin el que volguessin i es retirà del procés. "Mentres que em pogués allunyar-me per no veure-les" va dir, podia beneficiar-se de les pel·lícules, deixant els còmics originals intactes, “assumint que ningú confongués les dues obres. Això va ser probablement ingenu per la meva part”.
La seva actitud va canviar després que el productor Martin Poll i el guionista Larry Cohen van presentar una demanda en contra de la 20th Century Fox, al·legant que la pel·lícula de La lliga dels homes extraordinaris havia plagiat un guió no produït que havien escrit, titulat Cast of Characters. Encara que els dos guions tenien moltes similituds, la majoria d'elles són elements que s'han afegit a la pel·lícula i no s'originen en els còmics de Moore. Segons Moore, “semblaven creure que el cap de 20th Century Fox em va trucar i em va convèncer per robar aquest guió, convertint-lo en un llibre d'historietes que podrien adaptar-se de nou en una pel·lícula, per camuflar el furt”.
Moore va declarar al judici, un procés que ell va trobar tan desagradable que va suposar que hauria estat millor si hagués tractat “d'abusar i assassinar un autobús ple de nens retardats després de donar-los heroïna”. La declaració de la Fox en el cas va insultar Moore, que ho va interpretar com una admissió de culpabilitat El 2012 Moore va afirmar que havia venut els drets d'aquestes dues obres simplement pels diners. Que no esperava que la pel·lícula es fessin mai. Va ser simplement "aconseguir diners a l'antiga". Fins avui, Moore no ha vist cap d'aquestes pel·lícules.
El 2005, una adaptació de la pel·lícula de "V de Vendetta" de Moore va ser produïda pels germans Wachowski i dirigida per James McTeigue. El productor Joel Silver va dir en una conferència de premsa per a la Warner Bros que Larry Wachowski havia parlat amb Moore, i que "Moore estava molt entusiasmat amb el qual Larry havia de dir". Moore va intervindre dient que ell va dir a Wachowski que “Jo no volia tenir res a veure amb les pel·lícules, no estava interessat en Hollywood”, i va exigir que DC Comics forcés que Warner Bros emitís una retractació i una disculpa pública per les seves “mentides descarades”. Tot i que van demanar disculpes directament a Moore, la retractació pública no va aparèixer. Moore va dir que el còmic ha estat creat "específicament sobre coses com el feixisme i l'anarquia. Aquestes paraules, “feixisme” i “anarquia”, no ocorren en lloc de la pel·lícula. S'ha convertit en una paràbola de l'era de George W. Bush per persones massa tímides per establir una sàtira política al seu propi país".
Aquest conflicte entre Moore i DC Comics va ser objecte d'un article a The New York Times el 12 de març de 2006, cinc dies abans del llançament als Estats Units. En l'article del New York Times, Silver va dir que prop de 20 anys abans de l'estrena de la pel·lícula es va reunir amb Moore i Dave Gibbons quan Silver va adquirir els drets cinematogràfics de V de Vendetta i Watchmen. Silver va dir: "Alan era estrany, però era entusiasta i ens animà a fer això. Havia pensat tontament que seguiria sentint d'aquesta manera avui en dia, sense adonar-me que ell no ho faria." Moore no va negar aquesta reunió amb Silver, ni que va canviar d'opinió durant aquests 20 anys. The New York Times va entrevistar David Lloyd sobre la reacció de Moore a la producció de la pel·lícula, dient: "Al Sr. Lloyd, el dibuixant de V de Vendetta, també li resulta difícil simpatitzar amb les protestes del Sr. Moore. Quan ell i Moore van vendre els seus drets del còmic, el Sr. Lloyd va dir: "No ho vaig fer innocentment. Ni jo ni Alan vam pensar que l'estavem venent a un consell d'administració que cuidaria d'ells com si fossin Manuscrits del Mar Mort".
Moore ha declarat posteriorment que desitja que el seu nom sigui tret de totes les adaptacions, incloent Watchmen i V de Vendetta, malgrat que els directors sovint prefereixen que s'acrediti com “Alan Smithee”. També va anunciar que no permetria que el seu nom sigui utilitzat en qualsevol de les futures adaptacions cinematogràfiques d'obres que ja ha venut, ni acceptaria diners d'aquestes adaptacions. Aquesta sol·licitud va ser respectada pels productors de les adaptacions posteriors del seu treball a Constantine (2005) (basat en un personatge creat per Moore) i Watchmen (2009), i el seu nom va ser esborrat dels crèdits de V de Vendetta.
En una entrevista de 2012 a la revista LeftLion, Alan se li va demanar que posés una xifra sobre la quantitat de diners que havia rebutjat en negar-se a associar-se amb aquestes adaptacions cinematogràfiques. Va estimar que seria "almenys d'uns quants milions de dòlars” i va dir: “No es pot comprar aquest tipus d'esclavitud. Mentrestant estiguis despert, no tens preu, no hi ha una quantitat de diners prou gran perquè es comprometin ni una mica els teus principis que, com es va veure després, de totes maneres no farien cap diferència pràctica. Aconsello a tothom fer-ho, en cas contrari acabarà dominat pels diners i això no és una cosa que vulgui que governi la seva vida".

## Vida personal
Des que era adolescent, Moore s'ha deixat els cabells llargs, i des de l'edat adulta també ha portat una barba llarga. Ha arribat a utilitzar un gran nombre d'anells a les mans, que el va portar a ser descrit com un "encreuament entre Hagrid i Danny de Withnail And I" i que podria ser fàcilment confós amb "el vilatà excèntric". Nascut i educat a Northampton, ell segueix vivint a la ciutat, i va utilitzar la seva història com a base per a la seva novel·la Voice of the Fire. La seva casa, una "modesta adossada" a Northampton, va ser descrita per un entrevistador el 2001 com "una mena de llibreria ocultista en renovació permanent, amb gravacions, vídeos, objectes màgics i figures de còmics escampades entre els prestatges de toms místics i piles de paper. El lavabo, amb decoració de blau i or i una generosa banyera, és sumptuós, i a la resta de la casa possiblement no s'ha vist mai una aspiradora. Això és clarament un signe d'un home que passa poc temps en el pla material. “A ell li agrada viure a la seva ciutat natal, sentint que li dona un nivell de foscor que li agrada”, assenyalant que "mai em vaig inscriure per ser una celebritat". Ell també és vegetarià.
Amb la seva primera dona Phyllis, amb qui es va casar a principis de 1970, té dues filles, Leah i Amber. La parella també tenia una amant mútua, Deborah, tot i que la relació entre els tres va acabar en la dècada de 1990 quan Phyllis i Deborah van deixar Moore, emportant-se les seves filles amb elles. [6](pp158–159) El 12 de maig de 2007 es va casar amb Melinda Gebbie, amb qui ha treballat en diversos còmics, especialment Lost Girls.

### La religió i la màgia
El 1993, en el seu quarantè aniversari, Moore va declarar obertament la seva dedicació a ser un mag cerimonial, cosa que va veure com "un pas lògic a la meva carrera com a escriptor". D'acord amb una entrevista de 2001, la seva inspiració per fer això vingué quan ell estava escrivint From Hell en la dècada de 1990, un llibre que conté molt simbolisme maçònic i ocultisme: "Una frase a From Hell ha segrestat completament la meva vida. Un personatge diu una cosa així com: “Un lloc on indiscutiblement viuen els déus és en la ment de l'ésser humà”. Després d'escriure això em vaig adonar que accidentalment havia fet una declaració veritable, i ara hauria de reorganitzar la meva vida al seu voltant. L'únic que semblava realment apropiat és que em convertís en un mag".
"El monoteisme és, per a mi, una gran simplificació. Vull dir, la Càbala té una gran multiplicitat de déus, però a dalt de tot de l'Arbre de Vida,
```
tens una esfera que és Déu absolut, la 
Mònade
, cosa que és indivisible. Tots els altres déus, i de fet tot en l'univers, és una classe d'emanació d'aquell Déu. Ara, això està bé, però és quan et suggereixen que només hi ha que un Déu, a aquesta classe d'alçada inasolible per sobre de la humanitat, i que no hi ha res al mig, estàs limitant i simplificant la cosa. Tendeixo a pensar amb el paganisme com una mena d'alfabet, com una llengua, es com si tots els Déus fossin lletres d'aquest llenguatge. Expressen matisos, ombres de significat o certes subtileses d'idees, mentre que el monoteisme tendeix només a ser una vocal, com si només fos ‘oooooooo’. És un so simiesc." 
```

Moore associa molt la màgia amb l'escriptura: "Jo crec que la màgia és art, i l'art, ja sigui música, escriptura, escultura, o qualsevol altra forma, és, literalment màgia. L’art és, com la màgia, la ciència de la manipulació de símbols, paraules o imatges, per aconseguir canvis en la consciència. De fet llançar un encanteri és simplement lletrejar-lo, manipular les paraules per canviar la consciència de la gent, i per això crec que un artista o un escriptor és el més proper en el món contemporani a un xaman".
Connectant les seves creences esotèriques amb la seva carrera com a escriptor, va concebre una zona hipotètica coneguda com “l'Espai Idea", que va descriure com "un espai en el qual els esdeveniments mentals es produeixen, un espai idea que potser és universal. Les nostres consciències individuals tenen accés a aquest vast espai universal, de la mateixa manera que tenim cases individuals, però el carrer fora de la porta principal és de tots. És gairebé com si les idees fossin formes preexistents dins d'aquest espai. Les masses de terra que hi pugui haver en aquest espai de la ment es componen enterament d'idees, de conceptes, on els continents i illes que pugui tenir son grans sistemes de creences o filosofies, el marxisme pot ser una, les religions judeocristianes podrien fer un altre." Subseqüentment creu que per navegar en aquest espai haurien de ser utilitzats sistemes màgics com el tarot i la Càbala.
Reprenent l'estudi de la Càbala i els escrits del cèlebre ocultista de principis del segle xx, Aleister Crowley, Moore va acceptar les idees de la religió de Crowley, Thelema, sobre la Vertadera Voluntat essent connectat a la voluntat de l'univers panteista. En alguns dels seus primers rituals màgics utilitzà les drogues psicodèliques per aconseguir estats alterats de consciència mental, però més tard va abandonar això, creient que eren innecessàries, i va declarar: "És espantós. Pronuncies noms en aquesta llengua incomprensible i estranya, i mires al mirall i sembla que hi ha a ser aquest homenet parlant amb tu. Simplement funciona".
Moore va prendre com la seva deïtat principal el déu serp de l'antiga Roma, Glycon, que era el centre d'un culte fundat per un profeta impostor conegut com a Alexandre el paflagoni, i d'acord amb el crític d'Alexandre, Llucià, el mateix déu no era més que un titella, quelcom que Moore accepta, considerant que era un "engany total" però ho descarta com irrellevant. D'acord amb els estudis pagans de l'erudit Ethan Doyle-White, "El mateix fet que Glycon va ser una enganyifa va ser suficient com per convèncer Moore per dedicar-se al senyor escamós, perquè, com sosté Moore, la imaginació és tan real com la realitat".

### L'anarquisme
Moore s'identifica políticament com un anarquista, i va exposar la seva interpretació de la filosofia anarquista, i la seva aplicació a l'escriptura de ficció en una entrevista amb Margaret Killjoy, recollida en el llibre de 2009, Mythmaker and Lawbrakers.
| « | Crec que tots els estats polítics son, de fet, variacions o excrescències d'un estat bàsic de l'anarquia, després de tot, quan es parla de la idea de l'anarquia la majoria de la gent et dirà que és una mala idea, ja que el major grup acaba per prendre més que la resta. El que és més o menys com jo veig la societat contemporània. Vivim en una situació anarquista mal desenvolupada en la qual la major colla ha fet seu el poder i han declarat que no és una situació anarquista, que és una situació capitalista o comunista. Però m'inclino a pensar que a la pràctica realment l'anarquia és la forma més natural de política per a un ésser humà. | » |

El desembre de 2011 Moore va respondre a l'atac de Frank Miller sobre el moviment Occupy, dient que el seu treball més recent era misogin, homòfob i equivocat. Arreu del món, els manifestants d'Occupy han adoptat la màscara de Guy Fawkes de V de Vendetta. La màscara també ha estat adoptada per Anonymous, WikiLeaks, els revolucionaris egipcis, i els manifestants anti-globalització.
Moore va descriure Occupy com "gent del carrer reclamant els drets que sempre haurien haver estat d'ells" i ha afegit:
| « | No puc pensar en cap raó per la qual el poble ha d'esperar mantenir-se al marge i veure una reducció bruta en els nivells de vida de nosaltres mateixos i els nostres fills, possiblement per generacions, quan les persones que ens han ficat aquí s'han vist recompensats per això, certament no han estat penalitzats de cap manera perquè són massa grans per fracassar. Crec que el moviment Occupy és, d'alguna manera, el poble dient que ells haurien de ser els que decideixin qui és massa gran per fer fallida. Com a anarquista, crec que el poder s'ha de donar a les persones, les vides de les quals està afectant la situació actual. | » |

### Les teories de la conspiració
Fent recerca sobre les teories de la conspiració per al seu treball Brought to Light, va desenvolupar les seves pròpies opinions sobre el tema d'una conspiració global, afirmant que "Sí, hi ha una conspiració, de fet hi ha un gran nombre de conspiracions, totes ensopegant amb les altres. El principal que he après sobre les teories conspiratives és que els teòrics de la conspiració creuen realment en la conspiració perquè és més reconfortant. La veritat del món és que és caòtic. La veritat és que no és la conspiració de banquers jueus, o els alienígenes grisos, o els reptiloides de dotze peus d'una altra dimensió els qui tenen el control, la veritat és molt més aterridora, ningú està en control, el món no té timó ".